# Wendy Smith-Sly
Wendy Smith-Sly, född den 5 november 1959 i Hampton, Storlondon, är en brittisk friidrottare inom medeldistanslöpning.
Hon tog OS-silver på 3 000 meter vid friidrottstävlingarna 1984 i Los Angeles.